# Emmanuel-François de Bausset-Roquefort
Emmanuel-François de Bausset-Roquefort (Marsiglia, 31 dicembre 1731 – Fiume, 10 febbraio 1802) è stato un vescovo cattolico francese.
È stato vescovo di Fréjus.

## Biografia
Apparteneva a una nobile famiglia originaria di Aubagne: era figlio di Michel-Jean-Baptiste, marchese di Roquefort, e di sua moglie Thérèse Marie de Gantel-Guitton.
Avviato alla carriera ecclesiastica, fu abate commendatario di Saint-Florent, canonico cattedrale e vicario generale di Béziers sotto l'episcopato di suo zio Joseph-Bruno de Bausset de Roquefort. Nel 1764 fu agente generale del clero di Francia.
Preconizzato vescovo di Fréjus il 6 luglio 1766, fu confermato il 6 agosto dello stesso anno da papa Clemente XIII e consacrato il 31 agosto successivo nella chiesa di Saint-Roch dal cardinale Christophe de Beaumont, arcivescovo di Parigi.
A Fréjus avviò il risanamento dell'antico porto romano e fece ricostruire il seminario; pubblicò un nuovo catechismo e un nuovo breviario.
Dopo la promulgazione della costituzione civile del clero, rifiutò il giuramento ed emigrò all'estero insieme con suo nipote Pierre-Ferdinand, vescovo di Vannes: trovò rifugio prima a Nizza, poi a Ferrara e quindi a Venezia.
Dopo la firma del concordato del 1801, che soppresse la diocesi di Fréjus, fu uno dei primi vescovi a dimettersi: morì poco tempo dopo a Fiume.

## Genealogia episcopale
La genealogia episcopale è:
- Cardinale Guillaume d'Estouteville, O.S.B.Clun.
- Papa Sisto IV
- Papa Giulio II
- Cardinale Raffaele Sansone Riario
- Papa Leone X
- Papa Paolo III
- Cardinale Francesco Pisani
- Cardinale Alfonso Gesualdo di Conza
- Papa Clemente VIII
- Cardinale Pietro Aldobrandini
- Cardinale Laudivio Zacchia
- Cardinale Antonio Barberini, O.F.M.Cap.
- Cardinale Nicolò Guidi di Bagno
- Arcivescovo François de Harlay de Champvallon
- Cardinale Louis-Antoine de Noailles
- Vescovo Jean-François Salgues de Valderies de Lescure
- Arcivescovo Louis-Jacques Chapt de Rastignac
- Arcivescovo Christophe de Beaumont
- Vescovo Emmanuel-François de Bausset-Roquefort